# Championship League 2017

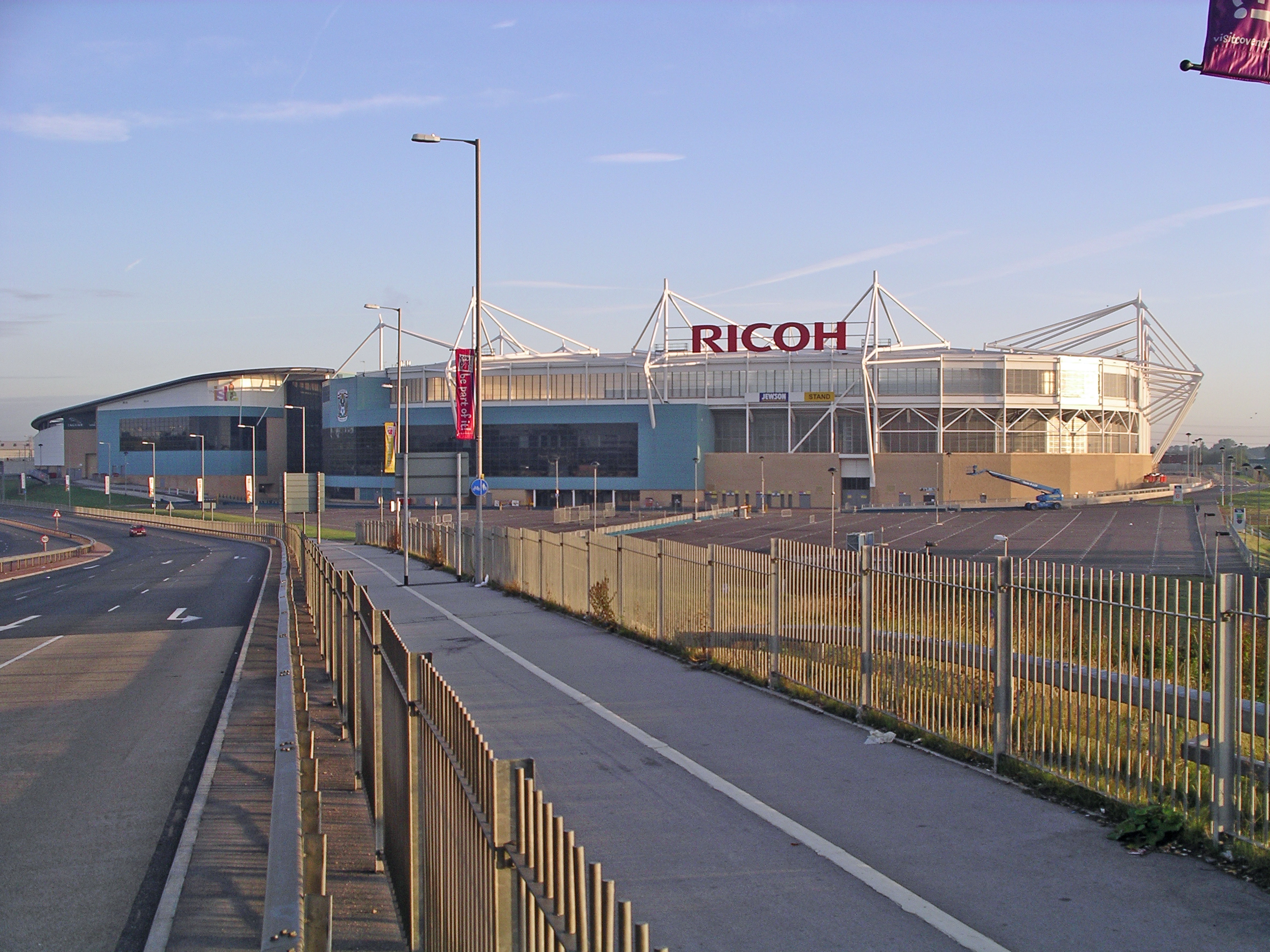
Ricoh Arena in Coventry

Die Championship League 2017 ist ein Snooker-Einladungsturnier im Rahmen der Snooker Main Tour der Saison 2016/17, welches im Zeitraum zwischen 2. Januar und 2. März 2017 in der Ricoh Arena in Coventry, England als Rundenturnier (Modus: Jeder-gegen-Jeden, engl. round-robin tournament) ausgetragen wurde. Es war die zehnte Auflage der Championship League. Titelverteidiger war der Engländer Judd Trump. Sieger wurde der Schotte John Higgins.

## Preisgeld
Da es sich bei der Championship League um ein Einladungsturnier handelt, zählte das Preisgeld nicht für die Snookerweltrangliste. Insgesamt waren wie in den Vorjahren 205.000 £ für das Turnier ausgelobt, davon wurden 181.800 £ ausgeschüttet.
| Gruppen 1–7                            | Preisgeld |
| -------------------------------------- | --------- |
| Sieger                                 | 3.000 £   |
| Finalist                               | 2.000 £   |
| Halbfinalist                           | 1.000 £   |
| Prämie pro Framegewinn (K.-o.-Phase)   | 300 £     |
| Prämie pro Framegewinn (Gruppenspiele) | 100 £     |
| Höchstes Break                         | 500 £     |

| Winners’ Group                         | Preisgeld |
| -------------------------------------- | --------- |
| Turniersieger                          | 10.000 £  |
| Finalist                               | 5.000 £   |
| Halbfinalist                           | 3.000 £   |
| Prämie pro Framegewinn (K.-o.-Phase)   | 300 £     |
| Prämie pro Framegewinn (Gruppenspiele) | 200 £     |
| Höchstes Break                         | 1.000 £   |

## Qualifaktionsgruppen
In jeder der sieben Gruppen traten sieben Spieler im Round-Robin-Modus gegeneinander an. Die ersten vier Spieler jeder Gruppe qualifizierten sich für eine K.-o.-Phase, in welcher der Gruppensieger bestimmt wurde. Nur dieser qualifizierte sich für die abschließende Winners’ Group. Die in der K.-o.-Phase unterlegenen Spieler sowie der auf Rang 5 platzierte Spieler traten in der folgenden Gruppe wieder an. Die beiden Gruppenletzten schieden aus dem Turnier aus.

### Gruppe 1
Die Spiele der ersten Gruppe fanden am 2. und 3. Januar 2017 statt. David B Gilbert gewann das Finale der Gruppe und zog als erster Spieler in die Winner’ Group ein. Ben Woollaston schied zusammen mit Robert Milkins aus dem Wettbewerb aus.

#### Gruppenspiele
| 1 | Anthony McGill | 2:3 | David Gilbert  | 8  | Robert Milkins | 2:3 | Ben Woollaston | 15 | Ryan Day       | 3:1 | Robert Milkins |
| 2 | Ryan Day       | 1:3 | Matthew Selt   | 9  | David Gilbert  | 3:1 | Matthew Selt   | 16 | Matthew Selt   | 3:2 | Ben Woollaston |
| 3 | Ben Woollaston | 0:3 | Anthony McGill | 10 | Mark Davis     | 1:3 | Ben Woollaston | 17 | Anthony McGill | 1:3 | Mark Davis     |
| 4 | Mark Davis     | 2:3 | Robert Milkins | 11 | Robert Milkins | 1:3 | Matthew Selt   | 18 | David Gilbert  | 3:2 | Ben Woollaston |
| 5 | David Gilbert  | 0:3 | Ryan Day       | 12 | Ryan Day       | 3:1 | Ben Woollaston | 19 | Ryan Day       | 2:3 | Mark Davis     |
| 6 | Mark Davis     | 3:1 | Matthew Selt   | 13 | Anthony McGill | 3:1 | Robert Milkins | 20 | David Gilbert  | 3:0 | Robert Milkins |
| 7 | Anthony McGill | 3:1 | Ryan Day       | 14 | David Gilbert  | 2:3 | Mark Davis     | 21 | Anthony McGill | 3:2 | Matthew Selt   |

#### Tabelle
| Pos. | Spieler        | Gegner | Gegner | Gegner | Gegner | Gegner | Gegner | Gegner | Partien | Frames | Punkte | Preisgeld NB  |
| ---- | -------------- | ------ | ------ | ------ | ------ | ------ | ------ | ------ | ------- | ------ | ------ | ------------- |
| Pos. | Spieler        | MCA    | DAV    | GIL    | DAY    | SEL    | WOO    | MIL    | Partien | Frames | Punkte | Preisgeld NB  |
| 1    | Anthony McGill |        | 1      | 2      | 3      | 3      | 3      | 3      | 4:2     | 15:10  | 4      | 3.100 £       |
| 2    | Mark Davis     | 3      |        | 3      | 3      | 3      | 1      | 2      | 4:2     | 15:12  | 4      | 2.800 £       |
| 3    | David Gilbert  | 3      | 2      |        | 0      | 3      | 3      | 3      | 4:2     | 14:11  | 4      | 6.200 £       |
| 4    | Ryan Day       | 1      | 2      | 3      |        | 1      | 3      | 3      | 3:3     | 13:11  | 3      | HB 5.300 £ HB |
| 5    | Matthew Selt   | 2      | 1      | 1      | 3      |        | 3      | 3      | 3:3     | 13:13  | 3      | 1.300 £       |
| 6    | Ben Woollaston | 0      | 3      | 2      | 1      | 2      |        | 3      | 2:4     | 11:15  | 2      | 1.100 £       |
| 7    | Robert Milkins | 1      | 3      | 0      | 1      | 1      | 2      |        | 1:5     | 08:17  | 1      | 0.800 £       |

|  | Qualifikation für das Halbfinale der Gruppe 1 |
|  | Qualifikation für Gruppe 2                    |

#### K.-o.-Phase
|  | Halbfinale Best of 5 Frames | Halbfinale Best of 5 Frames | Halbfinale Best of 5 Frames |  |  | Finale Best of 5 Frames | Finale Best of 5 Frames | Finale Best of 5 Frames |
|  |                             |                             |                             |  |  |                         |                         |                         |
|  |                             |                             |                             |  |  |                         |                         |                         |
|  |                             | Anthony McGill              | 2                           |  |  |                         |                         |                         |
|  |                             | Ryan Day                    | 3                           |  |  |                         |                         |                         |
|  |                             |                             |                             |  |  | 4                       | Ryan Day                | 2                       |
|  |                             |                             |                             |  |  | 3                       | David Gilbert           | 3                       |
|  |                             | Mark Davis                  | 1                           |  |  |                         |                         |                         |
|  |                             | David Gilbert               | 3                           |  |  |                         |                         |                         |
|  |                             |                             |                             |  |  |                         |                         |                         |

### Gruppe 2
Die Spiele der Gruppe 2 wurden zwischen dem 4. und 5. Januar 2017 ausgetragen. Gesetzt waren Neil Robertson, Mark Williams und Michael White. Aus Gruppe 1 kamen Anthony McGill, Ryan Day, Mark Davis und Matthew Selt dazu.

#### Gruppenspiele
| 1 | Mark Williams  | 1:3 | Neil Robertson | 8  | Ryan Day       | 3:1 | Anthony McGill | 15 | Michael White  | 3:2 | Ryan Day       |
| 2 | Michael White  | 1:3 | Matthew Selt   | 9  | Neil Robertson | 1:3 | Matthew Selt   | 16 | Matthew Selt   | 2:3 | Anthony McGill |
| 3 | Anthony McGill | 3:0 | Mark Williams  | 10 | Mark Davis     | 3:1 | Anthony McGill | 17 | Mark Williams  | 2:3 | Mark Davis     |
| 4 | Mark Davis     | 2:3 | Ryan Day       | 11 | Ryan Day       | 3:0 | Matthew Selt   | 18 | Neil Robertson | 3:2 | Anthony McGill |
| 5 | Neil Robertson | 3:1 | Michael White  | 12 | Michael White  | 2:3 | Anthony McGill | 19 | Michael White  | 2:3 | Mark Davis     |
| 6 | Matthew Selt   | 0:3 | Mark Davis     | 13 | Mark Williams  | 1:3 | Ryan Day       | 20 | Neil Robertson | 3:1 | Ryan Day       |
| 7 | Mark Williams  | 3:0 | Michael White  | 14 | Neil Robertson | 3:2 | Mark Davis     | 21 | Mark Williams  | 3:1 | Matthew Selt   |

#### Tabelle
| Pos. | Spieler        | Gegner | Gegner | Gegner | Gegner | Gegner | Gegner | Gegner | Partien | Frames | Punkte | Preisgeld NB  |
| ---- | -------------- | ------ | ------ | ------ | ------ | ------ | ------ | ------ | ------- | ------ | ------ | ------------- |
| Pos. | Spieler        | ROB    | DAV    | DAY    | MCA    | WIL    | SEL    | WHI    | Partien | Frames | Punkte | Preisgeld NB  |
| 1    | Neil Robertson |        | 3      | 3      | 3      | 3      | 1      | 3      | 5:1     | 16:10  | 5      | 2.900 £       |
| 2    | Mark Davis     | 2      |        | 2      | 3      | 3      | 3      | 3      | 4:2     | 16:11  | 4      | 3.200 £       |
| 3    | Ryan Day       | 1      | 3      |        | 3      | 3      | 3      | 2      | 4:2     | 15:10  | 4      | 4.400 £       |
| 4    | Anthony McGill | 2      | 1      | 1      |        | 3      | 3      | 3      | 3:3     | 13:13  | 3      | 6.100 £       |
| 5    | Mark Williams  | 1      | 2      | 1      | 0      |        | 3      | 3      | 2:4     | 10:13  | 2      | HB 1.500 £ HB |
| 6    | Matthew Selt   | 3      | 0      | 0      | 2      | 1      |        | 3      | 2:4     | 09:14  | 2      | 0.900 £       |
| 7    | Michael White  | 1      | 2      | 3      | 2      | 0      | 1      |        | 1:5     | 09:17  | 1      | 0.900 £       |

|  | Qualifikation für das Halbfinale der Gruppe 2 |
|  | Qualifikation für Gruppe 3                    |

#### K.-o.-Phase
|  | Halbfinale Best of 5 Frames | Halbfinale Best of 5 Frames | Halbfinale Best of 5 Frames |  |  | Finale Best of 5 Frames | Finale Best of 5 Frames | Finale Best of 5 Frames |
|  |                             |                             |                             |  |  |                         |                         |                         |
|  |                             |                             |                             |  |  |                         |                         |                         |
|  |                             | Neil Robertson              | 1                           |  |  |                         |                         |                         |
|  |                             | Anthony McGill              | 3                           |  |  |                         |                         |                         |
|  |                             |                             |                             |  |  | 4                       | Anthony McGill          | 3                       |
|  |                             |                             |                             |  |  | 3                       | Ryan Day                | 0                       |
|  |                             | Mark Davis                  | 2                           |  |  |                         |                         |                         |
|  |                             | Ryan Day                    | 3                           |  |  |                         |                         |                         |
|  |                             |                             |                             |  |  |                         |                         |                         |

### Gruppe 3
Die Partien der Gruppe 3 fanden am 9. und 10. Januar 2017 statt. Gesetzt waren die drei Engländer Allister Carter, Barry Hawkins und Joe Perry. Aus Gruppe 2 kamen Neil Robertson, Ryan Day, Mark Davis und Mark Williams dazu.

#### Gruppenspiele
| 1 | Joe Perry       | 2:3 | Barry Hawkins   | 8  | Ryan Day        | 3:2 | Neil Robertson | 15 | Allister Carter | 2:3 | Ryan Day       |
| 2 | Allister Carter | 3:1 | Mark Williams   | 9  | Barry Hawkins   | 0:3 | Mark Williams  | 16 | Mark Williams   | 2:3 | Neil Robertson |
| 3 | Neil Robertson  | 3:1 | Joe Perry       | 10 | Mark Davis      | 3:2 | Neil Robertson | 17 | Joe Perry       | 1:3 | Mark Davis     |
| 4 | Mark Davis      | 2:3 | Ryan Day        | 11 | Ryan Day        | 2:3 | Mark Williams  | 18 | Barry Hawkins   | 0:3 | Neil Robertson |
| 5 | Barry Hawkins   | 3:0 | Allister Carter | 12 | Allister Carter | 0:3 | Neil Robertson | 19 | Allister Carter | 0:3 | Mark Davis     |
| 6 | Mark Williams   | 0:3 | Mark Davis      | 13 | Joe Perry       | 1:3 | Ryan Day       | 20 | Barry Hawkins   | 3:1 | Ryan Day       |
| 7 | Joe Perry       | 0:3 | Allister Carter | 14 | Barry Hawkins   | 3:1 | Mark Davis     | 21 | Joe Perry       | 3:1 | Mark Williams  |

#### Tabelle
| Pos. | Spieler         | Gegner | Gegner | Gegner | Gegner | Gegner | Gegner | Gegner | Partien | Frames | Punkte | Preisgeld NB  |
| ---- | --------------- | ------ | ------ | ------ | ------ | ------ | ------ | ------ | ------- | ------ | ------ | ------------- |
| Pos. | Spieler         | ROB    | DAV    | DAY    | HAW    | WIL    | CAR    | PER    | Partien | Frames | Punkte | Preisgeld NB  |
| 1    | Neil Robertson  |        | 2      | 2      | 3      | 3      | 3      | 3      | 4:2     | 16:90  | 4      | 5.100 £       |
| 2    | Mark Davis      | 3      |        | 2      | 1      | 3      | 3      | 3      | 4:2     | 15:90  | 4      | HB 6.800 £ HB |
| 3    | Ryan Day        | 3      | 3      |        | 1      | 2      | 3      | 3      | 4:2     | 15:13  | 4      | 3.100 £       |
| 4    | Barry Hawkins   | 0      | 3      | 3      |        | 0      | 3      | 3      | 4:2     | 12:10  | 4      | 2.500 £       |
| 5    | Mark Williams   | 2      | 0      | 3      | 3      |        | 1      | 1      | 2:4     | 10:14  | 2      | 1.000 £       |
| 6    | Allister Carter | 0      | 0      | 2      | 0      | 3      |        | 3      | 2:4     | 08:13  | 2      | 0.800 £       |
| 7    | Joe Perry       | 1      | 1      | 1      | 2      | 3      | 0      |        | 1:5     | 08:16  | 1      | 0.800 £       |

|  | Qualifikation für das Halbfinale der Gruppe 3 |
|  | Qualifikation für Gruppe 4                    |

#### K.-o.-Phase
|  | Halbfinale Best of 5 Frames | Halbfinale Best of 5 Frames | Halbfinale Best of 5 Frames |  |  | Finale Best of 5 Frames | Finale Best of 5 Frames | Finale Best of 5 Frames |
|  |                             |                             |                             |  |  |                         |                         |                         |
|  |                             |                             |                             |  |  |                         |                         |                         |
|  |                             | Neil Robertson              | 3                           |  |  |                         |                         |                         |
|  |                             | Barry Hawkins               | 1                           |  |  |                         |                         |                         |
|  |                             |                             |                             |  |  | 1                       | Neil Robertson          | 2                       |
|  |                             |                             |                             |  |  | 2                       | Mark Davis              | 3                       |
|  |                             | Mark Davis                  | 3                           |  |  |                         |                         |                         |
|  |                             | Ryan Day                    | 2                           |  |  |                         |                         |                         |
|  |                             |                             |                             |  |  |                         |                         |                         |

### Gruppe 4
Die Partien der Gruppe 4 fanden am 11. und 12. Januar 2017 statt. Shaun Murphy, Mark Allen und Kyren Wilson waren gesetzt. Aus Gruppe 3 kamen Neil Robertson, Ryan Day, Barry Hawkins und Mark Williams dazu.

#### Gruppenspiele
| 1 | Shaun Murphy  | 3:2 | Mark Allen     | 8  | Neil Robertson | 2:3 | Barry Hawkins  | 15 | Kyren Wilson  | 3:2 | Neil Robertson |
| 2 | Kyren Wilson  | 0:3 | Mark Williams  | 9  | Mark Allen     | 1:3 | Mark Williams  | 16 | Mark Williams | 1:3 | Barry Hawkins  |
| 3 | Barry Hawkins | 3:1 | Shaun Murphy   | 10 | Barry Hawkins  | 1:3 | Ryan Day       | 17 | Shaun Murphy  | 3:0 | Ryan Day       |
| 4 | Ryan Day      | 3:2 | Neil Robertson | 11 | Neil Robertson | 3:1 | Mark Williams  | 18 | Mark Allen    | 1:3 | Barry Hawkins  |
| 5 | Mark Allen    | 1:3 | Kyren Wilson   | 12 | Kyren Wilson   | 0:3 | Barry Hawkins  | 19 | Kyren Wilson  | 3:2 | Ryan Day       |
| 6 | Mark Williams | 3:1 | Ryan Day       | 13 | Shaun Murphy   | 1:3 | Neil Robertson | 20 | Mark Allen    | 3:1 | Neil Robertson |
| 7 | Shaun Murphy  | 3:1 | Kyren Wilson   | 14 | Mark Allen     | 0:3 | Ryan Day       | 21 | Shaun Murphy  | 2:3 | Mark Williams  |

#### Tabelle
| Pos. | Spieler        | Gegner | Gegner | Gegner | Gegner | Gegner | Gegner | Gegner | Partien | Frames | Punkte | Preisgeld NB  |
| ---- | -------------- | ------ | ------ | ------ | ------ | ------ | ------ | ------ | ------- | ------ | ------ | ------------- |
| Pos. | Spieler        | HAW    | WIL    | MUR    | DAY    | WIL    | ROB    | ALL    | Partien | Frames | Punkte | Preisgeld NB  |
| 1    | Barry Hawkins  |        | 3      | 3      | 1      | 3      | 3      | 3      | 5:1     | 16:80  | 5      | 6.400 £       |
| 2    | Mark Williams  | 1      |        | 3      | 3      | 3      | 1      | 3      | 4:2     | 14:10  | 4      | HB 4.800 £ HB |
| 3    | Shaun Murphy   | 1      | 2      |        | 3      | 3      | 1      | 3      | 3:3     | 13:12  | 3      | 2.300 £       |
| 4    | Ryan Day       | 3      | 1      | 0      |        | 2      | 3      | 3      | 3:3     | 12:12  | 3      | 2.800 £       |
| 5    | Kyren Wilson   | 0      | 0      | 1      | 3      |        | 3      | 3      | 3:3     | 10:14  | 3      | 1.000 £       |
| 6    | Neil Robertson | 2      | 3      | 3      | 2      | 2      |        | 1      | 2:4     | 13:14  | 2      | 1.300 £       |
| 7    | Mark Allen     | 1      | 1      | 2      | 0      | 1      | 3      |        | 1:5     | 08:16  | 1      | 0.800 £       |

|  | Qualifikation für das Halbfinale der Gruppe 4 |
|  | Qualifikation für Gruppe 5                    |

#### K.-o.-Phase
|  | Halbfinale Best of 5 Frames | Halbfinale Best of 5 Frames | Halbfinale Best of 5 Frames |  |  | Finale Best of 5 Frames | Finale Best of 5 Frames | Finale Best of 5 Frames |
|  |                             |                             |                             |  |  |                         |                         |                         |
|  |                             |                             |                             |  |  |                         |                         |                         |
|  |                             | Barry Hawkins               | 3                           |  |  |                         |                         |                         |
|  |                             | Ryan Day                    | 2                           |  |  |                         |                         |                         |
|  |                             |                             |                             |  |  | 1                       | Barry Hawkins           | 3                       |
|  |                             |                             |                             |  |  | 2                       | Mark Williams           | 0                       |
|  |                             | Mark Williams               | 3                           |  |  |                         |                         |                         |
|  |                             | Shaun Murphy                | 0                           |  |  |                         |                         |                         |
|  |                             |                             |                             |  |  |                         |                         |                         |

### Gruppe 5
Die Partien der Gruppe 5 fanden am 20. und 21. Februar 2017 statt. Stuart Bingham, Judd Trump und Liang Wenbo waren gesetzt. Aus Gruppe 4 sind Kyren Wilson, Ryan Day, Mark Williams und Shaun Murphy dazugekommen.

#### Gruppenspiele
| 1 | Stuart Bingham | 2:3 | Judd Trump     | 8  | Mark Williams  | 2:3 | Ryan Day      | 15 | Liang Wenbo    | 1:3 | Mark Williams |
| 2 | Liang Wenbo    | 3:1 | Kyren Wilson   | 9  | Judd Trump     | 3:0 | Kyren Wilson  | 16 | Kyren Wilson   | 3:0 | Ryan Day      |
| 3 | Ryan Day       | 0:3 | Stuart Bingham | 10 | Shaun Murphy   | 1:3 | Ryan Day      | 17 | Stuart Bingham | 1:3 | Shaun Murphy  |
| 4 | Shaun Murphy   | 2:3 | Mark Williams  | 11 | Mark Williams  | 3:1 | Kyren Wilson  | 18 | Judd Trump     | 3:1 | Ryan Day      |
| 5 | Judd Trump     | 3:2 | Liang Wenbo    | 12 | Liang Wenbo    | 0:3 | Ryan Day      | 19 | Liang Wenbo    | 0:3 | Shaun Murphy  |
| 6 | Kyren Wilson   | 2:3 | Shaun Murphy   | 13 | Stuart Bingham | 2:3 | Mark Williams | 20 | Judd Trump     | 3:2 | Mark Williams |
| 7 | Stuart Bingham | 3:1 | Liang Wenbo    | 14 | Judd Trump     | 3:2 | Shaun Murphy  | 21 | Stuart Bingham | 0:3 | Kyren Wilson  |

#### Tabelle
| Pos. | Spieler        | Gegner | Gegner | Gegner | Gegner | Gegner | Gegner | Gegner | Partien | Frames | Punkte | Preisgeld NB  |
| ---- | -------------- | ------ | ------ | ------ | ------ | ------ | ------ | ------ | ------- | ------ | ------ | ------------- |
| Pos. | Spieler        | TRU    | WIL    | MUR    | DAY    | BIN    | WIL    | LIA    | Partien | Frames | Punkte | Preisgeld NB  |
| 1    | Judd Trump     |        | 3      | 3      | 3      | 3      | 3      | 3      | 6:0     | 18:90  | 6      | 6.600 £       |
| 2    | Mark Williams  | 2      |        | 3      | 2      | 3      | 3      | 3      | 4:2     | 16:12  | 4      | HB 5.000 £ HB |
| 3    | Shaun Murphy   | 2      | 2      |        | 1      | 3      | 3      | 3      | 3:3     | 14:12  | 3      | 2.200 £       |
| 4    | Ryan Day       | 1      | 3      | 3      |        | 0      | 0      | 3      | 3:3     | 10:12  | 3      | 2.000 £       |
| 5    | Stuart Bingham | 2      | 2      | 1      | 3      |        | 0      | 3      | 2:4     | 11:13  | 2      | 1.100 £       |
| 6    | Kyren Wilson   | 0      | 1      | 2      | 3      | 3      |        | 1      | 2:3     | 10:12  | 2      | 1.000 £       |
| 7    | Liang Wenbo    | 2      | 1      | 0      | 0      | 1      | 3      |        | 1:5     | 07:16  | 1      | 0.700 £       |

|  | Qualifikation für das Halbfinale der Gruppe 5 |
|  | Qualifikation für Gruppe 6                    |

#### K.-o.-Phase
|  | Halbfinale Best of 5 Frames | Halbfinale Best of 5 Frames | Halbfinale Best of 5 Frames |  |  | Finale Best of 5 Frames | Finale Best of 5 Frames | Finale Best of 5 Frames |
|  |                             |                             |                             |  |  |                         |                         |                         |
|  |                             |                             |                             |  |  |                         |                         |                         |
|  |                             | Judd Trump                  | 3                           |  |  |                         |                         |                         |
|  |                             | Ryan Day                    | 0                           |  |  |                         |                         |                         |
|  |                             |                             |                             |  |  | 1                       | Judd Trump              | 3                       |
|  |                             |                             |                             |  |  | 2                       | Mark Williams           | 0                       |
|  |                             | Mark Williams               | 3                           |  |  |                         |                         |                         |
|  |                             | Shaun Murphy                | 0                           |  |  |                         |                         |                         |
|  |                             |                             |                             |  |  |                         |                         |                         |

### Gruppe 6
Die Partien der Gruppe 6 fanden am 22. und 23. Februar 2017 statt. Es waren die drei Engländer Mark Selby, Ricky Walden und Martin Gould gesetzt. Aus Gruppe 5 sind Stuart Bingham, Ryan Day, Mark Williams und Shaun Murphy dazugekommen.

#### Gruppenspiele
| 1 | Mark Selby     | 1:3 | Ricky Walden   | 8  | Mark Williams | 3:2 | Ryan Day       | 15 | Martin Gould   | 3:2 | Mark Williams  |
| 2 | Martin Gould   | 3:2 | Stuart Bingham | 9  | Ricky Walden  | 2:3 | Stuart Bingham | 16 | Stuart Bingham | 1:3 | Ryan Day       |
| 3 | Ryan Day       | 0:3 | Mark Selby     | 10 | Shaun Murphy  | 0:3 | Ryan Day       | 17 | Mark Selby     | 3:0 | Shaun Murphy   |
| 4 | Shaun Murphy   | 3:2 | Mark Williams  | 11 | Mark Williams | 0:3 | Stuart Bingham | 18 | Ricky Walden   | 3:2 | Ryan Day       |
| 5 | Ricky Walden   | 3:2 | Martin Gould   | 12 | Martin Gould  | 1:3 | Ryan Day       | 19 | Martin Gould   | 3:1 | Shaun Murphy   |
| 6 | Stuart Bingham | 3:1 | Shaun Murphy   | 13 | Mark Selby    | 2:3 | Mark Williams  | 20 | Ricky Walden   | 3:1 | Mark Williams  |
| 7 | Mark Selby     | 0:3 | Martin Gould   | 14 | Ricky Walden  | 0:3 | Shaun Murphy   | 21 | Mark Selby     | 3:1 | Stuart Bingham |

#### Tabelle
| Pos. | Spieler        | Gegner | Gegner | Gegner | Gegner | Gegner | Gegner | Gegner | Partien | Frames | Punkte | Preisgeld NB  |
| ---- | -------------- | ------ | ------ | ------ | ------ | ------ | ------ | ------ | ------- | ------ | ------ | ------------- |
| Pos. | Spieler        | GOU    | WAL    | DAY    | BIN    | SEL    | WIL    | MUR    | Partien | Frames | Punkte | Preisgeld NB  |
| 1    | Martin Gould   |        | 2      | 1      | 3      | 3      | 3      | 3      | 4:2     | 15:11  | 4      | 4.700 £       |
| 2    | Ricky Walden   | 3      |        | 3      | 2      | 3      | 3      | 0      | 4:2     | 14:12  | 4      | HB 3.500 £ HB |
| 3    | Ryan Day       | 3      | 2      |        | 3      | 0      | 2      | 3      | 3:3     | 13:11  | 3      | 6.100 £       |
| 4    | Stuart Bingham | 2      | 3      | 1      |        | 1      | 3      | 3      | 3:3     | 13:12  | 3      | 2.600 £       |
| 5    | Mark Selby     | 0      | 1      | 3      | 3      |        | 2      | 3      | 3:3     | 12:10  | 3      | 1.200 £       |
| 6    | Mark Williams  | 2      | 1      | 3      | 0      | 3      |        | 2      | 2:4     | 11:16  | 2      | 1.100 £       |
| 7    | Shaun Murphy   | 1      | 3      | 0      | 1      | 0      | 3      |        | 2:4     | 08:14  | 2      | 0.800 £       |

|  | Qualifikation für das Halbfinale der Gruppe 6 |
|  | Qualifikation für Gruppe 7                    |

#### K.-o.-Phase
|  | Halbfinale Best of 5 Frames | Halbfinale Best of 5 Frames | Halbfinale Best of 5 Frames |  |  | Finale Best of 5 Frames | Finale Best of 5 Frames | Finale Best of 5 Frames |
|  |                             |                             |                             |  |  |                         |                         |                         |
|  |                             |                             |                             |  |  |                         |                         |                         |
|  |                             | Martin Gould                | 3                           |  |  |                         |                         |                         |
|  |                             | Stuart Bingham              | 1                           |  |  |                         |                         |                         |
|  |                             |                             |                             |  |  | 1                       | Martin Gould            | 1                       |
|  |                             |                             |                             |  |  | 3                       | Ryan Day                | 3                       |
|  |                             | Ricky Walden                | 2                           |  |  |                         |                         |                         |
|  |                             | Ryan Day                    | 3                           |  |  |                         |                         |                         |
|  |                             |                             |                             |  |  |                         |                         |                         |

### Gruppe 7
Mit den Partien der Gruppe 7, am 27. Februar und 28. Februar, endete die Qualifikationsphase für die Winners’ Group des Turniers. John Higgins, Michael Holt und Graeme Dott waren gesetzt. Aus Gruppe 6 sind Stuart Bingham, Ricky Walden, Martin Gould  und Mark Selby dazugekommen.

#### Gruppenspiele
| 1 | John Higgins   | 3:2 | Michael Holt | 8  | Martin Gould | 0:3 | Stuart Bingham | 15 | Graeme Dott  | 3:0 | Martin Gould   |
| 2 | Graeme Dott    | 1:3 | Mark Selby   | 9  | Michael Holt | 3:1 | Mark Selby     | 16 | Mark Selby   | 0:3 | Stuart Bingham |
| 3 | Stuart Bingham | 3:2 | John Higgins | 10 | Ricky Walden | 2:3 | Stuart Bingham | 17 | John Higgins | 3:1 | Ricky Walden   |
| 4 | Ricky Walden   | 2:3 | Martin Gould | 11 | Martin Gould | 3:1 | Mark Selby     | 18 | Michael Holt | 0:3 | Stuart Bingham |
| 5 | Michael Holt   | 3:2 | Graeme Dott  | 12 | Graeme Dott  | 0:3 | Stuart Bingham | 19 | Graeme Dott  | 1:3 | Ricky Walden   |
| 6 | Mark Selby     | 3:0 | Ricky Walden | 13 | John Higgins | 3:1 | Martin Gould   | 20 | Michael Holt | 3:1 | Martin Gould   |
| 7 | John Higgins   | 3:2 | Graeme Dott  | 14 | Michael Holt | 2:3 | Ricky Walden   | 21 | John Higgins | 1:3 | Mark Selby     |

#### Tabelle
| Pos. | Spieler        | Gegner | Gegner | Gegner | Gegner | Gegner | Gegner | Gegner | Partien | Frames | Punkte | Preisgeld NB  |
| ---- | -------------- | ------ | ------ | ------ | ------ | ------ | ------ | ------ | ------- | ------ | ------ | ------------- |
| Pos. | Spieler        | BIN    | HIG    | HOL    | SEL    | WAL    | GOU    | DOT    | Partien | Frames | Punkte | Preisgeld NB  |
| 1    | Stuart Bingham |        | 3      | 3      | 3      | 3      | 3      | 3      | 6:0     | 18:40  | 6      | 3.400 £       |
| 2    | John Higgins   | 2      |        | 3      | 1      | 3      | 3      | 3      | 4:2     | 15:12  | 4      | 6.300 £       |
| 3    | Michael Holt   | 0      | 2      |        | 3      | 2      | 3      | 3      | 3:3     | 13:13  | 3      | 2.900 £       |
| 4    | Mark Selby     | 0      | 3      | 1      |        | 3      | 1      | 3      | 3:3     | 11:11  | 3      | 4.000 £       |
| 5    | Ricky Walden   | 2      | 1      | 3      | 0      |        | 2      | 3      | 2:4     | 11:15  | 2      | 1.100 £       |
| 6    | Martin Gould   | 0      | 1      | 1      | 3      | 3      |        | 0      | 2:4     | 08:15  | 2      | 0.800 £       |
| 7    | Graeme Dott    | 0      | 2      | 2      | 1      | 1      | 3      |        | 1:5     | 09:15  | 1      | HB 1.400 £ HB |

|  | Qualifikation für das Halbfinale der Gruppe 7 |

#### K.-o.-Phase
|  | Halbfinale Best of 5 Frames | Halbfinale Best of 5 Frames | Halbfinale Best of 5 Frames |  |  | Finale Best of 5 Frames | Finale Best of 5 Frames | Finale Best of 5 Frames |
|  |                             |                             |                             |  |  |                         |                         |                         |
|  |                             |                             |                             |  |  |                         |                         |                         |
|  |                             | Stuart Bingham              | 2                           |  |  |                         |                         |                         |
|  |                             | Mark Selby                  | 3                           |  |  |                         |                         |                         |
|  |                             |                             |                             |  |  | 4                       | Mark Selby              | 0                       |
|  |                             |                             |                             |  |  | 2                       | John Higgins            | 3                       |
|  |                             | John Higgins                | 3                           |  |  |                         |                         |                         |
|  |                             | Michael Holt                | 2                           |  |  |                         |                         |                         |
|  |                             |                             |                             |  |  |                         |                         |                         |

## Winners’ Group

### Gruppenspiele
Die Sieger der sieben Gruppen qualifizierten sich für die Gruppenphase der Finalrunde und spielten im Round-Robin-Modus um den Einzug ins Halbfinale.
| 1 | David Gilbert  | 3:0 | Anthony McGill | 8  | John Higgins   | 3:1 | Judd Trump    | 15 | Mark Davis     | 3:2 | John Higgins  |
| 2 | Mark Davis     | 1:3 | Barry Hawkins  | 9  | Anthony McGill | 3:1 | Barry Hawkins | 16 | Barry Hawkins  | 2:3 | Judd Trump    |
| 3 | Judd Trump     | 3:0 | David Gilbert  | 10 | Ryan Day       | 1:3 | Judd Trump    | 17 | David Gilbert  | 2:3 | Ryan Day      |
| 4 | Ryan Day       | 3:2 | John Higgins   | 11 | John Higgins   | 1:3 | Barry Hawkins | 18 | Anthony McGill | 1:3 | Judd Trump    |
| 5 | Anthony McGill | 0:3 | Mark Davis     | 12 | Mark Davis     | 1:3 | Judd Trump    | 19 | Mark Davis     | 1:3 | Ryan Day      |
| 6 | Barry Hawkins  | 3:2 | Ryan Day       | 13 | David Gilbert  | 0:3 | John Higgins  | 20 | Anthony McGill | 2:3 | John Higgins  |
| 7 | David Gilbert  | 1:3 | Mark Davis     | 14 | Anthony McGill | 1:3 | Ryan Day      | 21 | David Gilbert  | 1:3 | Barry Hawkins |

### Tabelle
| Pos. | Spieler        | Gegner | Gegner | Gegner | Gegner | Gegner | Gegner | Gegner | Partien | Frames | Punkte | Preisgeld NB  |
| ---- | -------------- | ------ | ------ | ------ | ------ | ------ | ------ | ------ | ------- | ------ | ------ | ------------- |
| Pos. | Spieler        | TRU    | HAW    | DAY    | HIG    | DAV    | GIL    | MCA    | Partien | Frames | Punkte | Preisgeld NB  |
| 1    | Judd Trump     |        | 3      | 3      | 1      | 3      | 3      | 3      | 5:1     | 16:80  | 5      | 6.800 £       |
| 2    | Barry Hawkins  | 2      |        | 3      | 3      | 3      | 3      | 1      | 4:2     | 15:11  | 4      | 6.600 £       |
| 3    | Ryan Day       | 1      | 2      |        | 3      | 3      | 3      | 3      | 4:2     | 15:12  | 4      | 8.900 £       |
| 4    | John Higgins   | 3      | 1      | 2      |        | 2      | 3      | 3      | 3:3     | 14:12  | 3      | 14.600 £      |
| 5    | Mark Davis     | 1      | 1      | 1      | 3      |        | 3      | 3      | 3:3     | 12:12  | 3      | HB 3.400 £ HB |
| 6    | David Gilbert  | 0      | 1      | 2      | 0      | 1      |        | 3      | 1:5     | 07:15  | 1      | 1.400 £       |
| 7    | Anthony McGill | 1      | 3      | 1      | 2      | 0      | 0      |        | 1:5     | 07:16  | 1      | 1.400 £       |

|  | Qualifikation für das Halbfinale der Finalrunde |

### Endrunde
|  | Halbfinale Best of 5 Frames | Halbfinale Best of 5 Frames | Halbfinale Best of 5 Frames |  |  | Finale Best of 5 Frames | Finale Best of 5 Frames | Finale Best of 5 Frames |
|  |                             |                             |                             |  |  |                         |                         |                         |
|  |                             |                             |                             |  |  |                         |                         |                         |
|  |                             | Judd Trump                  | 2                           |  |  |                         |                         |                         |
|  |                             | John Higgins                | 3                           |  |  |                         |                         |                         |
|  |                             |                             |                             |  |  | 4                       | John Higgins            | 3                       |
|  |                             |                             |                             |  |  | 3                       | Ryan Day                | 0                       |
|  |                             | Barry Hawkins               | 2                           |  |  |                         |                         |                         |
|  |                             | Ryan Day                    | 3                           |  |  |                         |                         |                         |
|  |                             |                             |                             |  |  |                         |                         |                         |

| Finale: Best of 5 Frames Ricoh Arena, Coventry, England, 2. März 2017 |                |          |
| John Higgins                                                          | 3:0            | Ryan Day |
| 106:21 (84), 142:0 (138), 62:27                                       |                |          |
| 138                                                                   | Höchstes Break | 20       |
| 1                                                                     | Century-Breaks | –        |
| 2                                                                     | 50+-Breaks     | –        |

## Century Breaks
Im Laufe des Turniers wurde 111 Centuries gespielt, davon zwei Maximum Breaks durch Mark Davis.

### Winner’s Group
| Mark Davis    | 147, 110                     |
| Judd Trump    | 140, 114, 113, 111, 101, 100 |
| John Higgins  | 138, 137, 123, 120, 116      |
| Barry Hawkins | 137, 107                     |
| Ryan Day      | 136, 129, 124, 123           |

### Qualifikationsgruppen
| Mark Davis     | 147 3, 142, 132, 130                                       |
| Graeme Dott    | 144 7, 108                                                 |
| Mark Williams  | 143, 142 5, 140 4, 136 2, 121, 118, 106, 105               |
| John Higgins   | 143                                                        |
| Ricky Walden   | 142 6, 137, 105, 102                                       |
| Shaun Murphy   | 141, 126, 106, 102                                         |
| Martin Gould   | 138, 119 (2×), 115                                         |
| Ryan Day       | 137, 135 1, 120, 117 (3×), 116, 114, 112, 104, 103, 101    |
| Neil Robertson | 135, 130, 128, 127, 119, 117, 105, 104, 103, 102, 100 (3×) |
| Judd Trump     | 133, 131, 112, 106, 105, 101, 100                          |
| Mark Selby     | 131, 126, 118, 101                                         |

| Stuart Bingham  | 130, 123, 114, 112 (2×), 110, 107, 101 |
| Joe Perry       | 130                                    |
| Anthony McGill  | 122, 108, 107                          |
| David Gilbert   | 121, 114, 112, 105, 102                |
| Barry Hawkins   | 117, 111, 107, 105, 103, 101           |
| Matthew Selt    | 115                                    |
| Liang Wenbo     | 115                                    |
| Allister Carter | 113                                    |
| Kyren Wilson    | 112, 107                               |
| Mark Allen      | 103                                    |
| Michael White   | 100                                    |